# Categoría Primera A 2012
Categoría Primera A 2012 var den högsta divisionen i fotboll i Colombia för säsongen 2012. Divisionen bestod av två mästerskap - Torneo Apertura och Torneo Finalización - som korade två separata mästare. De båda lagen möttes därefter i Superliga de Colombia 2013. Divisionen kvalificerade även lag till de internationella turneringarna Copa Sudamericana 2013 och Copa Libertadores 2013.

## Torneo Apertura
Alla lag mötte varandra en gång, antingen hemma eller borta, vilket innebar totalt 17 omgångar. Därutöver spelade alla lag varsin "derbyomgång" där det spelades derbyn eller andra matcher mellan rivaler, vilket innebar totalt 18 omgångar under Torneo Apertura. De åtta främsta lagen gick till slutspel.
| Nr | Lag                    | S  | V  | O | F  | GM | IM | MS  | P  |
| -- | ---------------------- | -- | -- | - | -- | -- | -- | --- | -- |
| 1  | Deportes Tolima        | 18 | 10 | 6 | 2  | 28 | 16 | +12 | 36 |
| 2  | Santa Fe               | 18 | 7  | 8 | 3  | 29 | 19 | +10 | 29 |
| 3  | Itagüí Ditaires        | 18 | 8  | 5 | 5  | 25 | 18 | +7  | 29 |
| 4  | Atlético Huila         | 18 | 8  | 5 | 5  | 23 | 17 | +6  | 29 |
| 5  | La Equidad             | 18 | 7  | 7 | 4  | 19 | 16 | +3  | 28 |
| 6  | Deportivo Pasto        | 18 | 6  | 9 | 3  | 24 | 18 | +6  | 27 |
| 7  | Boyacá Chicó           | 18 | 7  | 6 | 5  | 28 | 25 | +3  | 27 |
| 8  | Deportivo Cali         | 18 | 7  | 6 | 5  | 19 | 18 | +1  | 27 |
| 9  | Patriotas              | 18 | 7  | 6 | 5  | 13 | 17 | −4  | 27 |
| 10 | Junior                 | 18 | 7  | 4 | 7  | 28 | 24 | +4  | 25 |
| 11 | Envigado               | 18 | 5  | 8 | 5  | 23 | 24 | −1  | 23 |
| 12 | Atlético Nacional      | 18 | 6  | 4 | 8  | 25 | 20 | +5  | 22 |
| 13 | Millonarios            | 18 | 4  | 8 | 6  | 22 | 23 | −1  | 20 |
| 14 | Real Cartagena         | 18 | 4  | 8 | 6  | 22 | 31 | −9  | 20 |
| 15 | Deportes Quindío       | 18 | 3  | 9 | 6  | 20 | 29 | −9  | 18 |
| 16 | Independiente Medellín | 18 | 4  | 5 | 9  | 17 | 24 | −7  | 17 |
| 17 | Once Caldas            | 18 | 2  | 8 | 8  | 22 | 26 | −4  | 14 |
| 18 | Cúcuta Deportivo       | 18 | 3  | 2 | 13 | 12 | 35 | −23 | 11 |

Färgkoder:
     – Kvalificerade för slutspel.

### Slutspel

#### Semifinalserier
Lagen delades upp i två semifinalsgrupper där lagen i varje grupp mötte varandra två gånger, vilket gav totalt sex omgångar. Därefter gick det vinnande laget i varje grupp vidare till final. Deportivo Pasto vann grupp A och fick således möta Santa Fe från grupp B.
| Nr | Lag             | S | V | O | F | GM | IM | MS | P  |
| -- | --------------- | - | - | - | - | -- | -- | -- | -- |
| 1  | Deportivo Pasto | 6 | 3 | 2 | 1 | 7  | 6  | +1 | 11 |
| 2  | Deportivo Cali  | 6 | 3 | 2 | 1 | 8  | 4  | +4 | 11 |
| 3  | Deportes Tolima | 6 | 3 | 1 | 2 | 6  | 5  | +1 | 10 |
| 4  | Atlético Huila  | 6 | 0 | 1 | 5 | 2  | 8  | −6 | 1  |

| Nr | Lag             | S | V | O | F | GM | IM | MS | P  |
| -- | --------------- | - | - | - | - | -- | -- | -- | -- |
| 1  | Santa Fe        | 6 | 4 | 2 | 0 | 10 | 6  | +4 | 14 |
| 2  | La Equidad      | 6 | 2 | 2 | 2 | 10 | 9  | +1 | 8  |
| 3  | Boyacá Chicó    | 6 | 2 | 1 | 3 | 6  | 8  | −2 | 7  |
| 4  | Itagüi Ditaires | 6 | 1 | 1 | 4 | 4  | 7  | −3 | 4  |

#### Final
| Lag 1    | Resultat | Lag 2           | 1:a matchen | 2:a matchen | Straffar |
| -------- | -------- | --------------- | ----------- | ----------- | -------- |
| Santa Fe | 2–1      | Deportivo Pasto | 1–1         | 1–0         |          |

## Torneo Finalización
Alla lag mötte varandra en gång, antingen hemma eller borta, vilket innebar totalt 17 omgångar. Därutöver spelade alla lag varsin "derbyomgång" där det spelades derbyn eller andra matcher mellan rivaler, vilket innebar totalt 18 omgångar under Torneo Apertura. De åtta främsta lagen gick till slutspel. Real Cartagena nedflyttade på grund av sämst poängsnitt över de tre senaste säsongerna.
| Nr | Lag                    | S  | V  | O | F  | GM | IM | MS  | P  |
| -- | ---------------------- | -- | -- | - | -- | -- | -- | --- | -- |
| 1  | Millonarios            | 18 | 11 | 4 | 3  | 25 | 9  | +16 | 37 |
| 2  | La Equidad             | 18 | 9  | 6 | 3  | 26 | 17 | +9  | 33 |
| 3  | Junior                 | 18 | 8  | 8 | 2  | 27 | 15 | +12 | 32 |
| 4  | Itagüí Ditaires        | 18 | 8  | 8 | 2  | 23 | 12 | +11 | 32 |
| 5  | Atlético Nacional      | 18 | 7  | 9 | 2  | 25 | 14 | +11 | 30 |
| 6  | Deportes Tolima        | 18 | 8  | 5 | 5  | 26 | 20 | +6  | 29 |
| 7  | Independiente Medellín | 18 | 7  | 5 | 6  | 23 | 18 | +5  | 26 |
| 8  | Deportivo Pasto        | 18 | 7  | 4 | 7  | 22 | 20 | +2  | 25 |
| 9  | Cúcuta Deportivo       | 18 | 7  | 6 | 5  | 22 | 22 | 0   | 27 |
| 10 | Santa Fe               | 18 | 6  | 5 | 7  | 18 | 22 | −4  | 23 |
| 11 | Deportivo Cali         | 18 | 6  | 5 | 7  | 21 | 22 | −1  | 23 |
| 12 | Boyacá Chicó           | 18 | 5  | 7 | 6  | 19 | 22 | −3  | 22 |
| 13 | Deportes Quindío       | 18 | 6  | 4 | 8  | 20 | 25 | −5  | 22 |
| 14 | Envigado               | 18 | 5  | 6 | 7  | 15 | 18 | −3  | 21 |
| 15 | Once Caldas            | 18 | 6  | 2 | 10 | 19 | 27 | −8  | 20 |
| 16 | Patriotas              | 18 | 4  | 5 | 9  | 17 | 28 | −11 | 17 |
| 17 | Real Cartagena         | 18 | 3  | 3 | 12 | 15 | 33 | −18 | 12 |
| 18 | Atlético Huila         | 18 | 2  | 6 | 10 | 12 | 31 | −19 | 12 |

Färgkoder:
     – Kvalificerade för slutspel.

### Slutspel

#### Semifinalserier
Lagen delades upp i två semifinalsgrupper där lagen i varje grupp mötte varandra två gånger, vilket gav totalt sex omgångar. Därefter gick det vinnande laget i varje grupp vidare till final. Millonarios vann grupp A och fick således möta Independiente Medellín från grupp B.
| Nr | Lag             | S | V | O | F | GM | IM | MS | P  |
| -- | --------------- | - | - | - | - | -- | -- | -- | -- |
| 1  | Millonarios     | 6 | 3 | 1 | 2 | 8  | 6  | +2 | 10 |
| 2  | Deportivo Pasto | 6 | 3 | 1 | 2 | 8  | 7  | +1 | 10 |
| 3  | Junior          | 6 | 2 | 2 | 2 | 5  | 6  | −1 | 8  |
| 4  | Deportes Tolima | 6 | 1 | 2 | 3 | 3  | 6  | −3 | 5  |

| Nr | Lag                    | S | V | O | F | GM | IM | MS | P  |
| -- | ---------------------- | - | - | - | - | -- | -- | -- | -- |
| 1  | Independiente Medellín | 6 | 3 | 2 | 1 | 4  | 4  | 0  | 11 |
| 2  | Atlético Nacional      | 6 | 3 | 1 | 2 | 6  | 4  | +2 | 10 |
| 3  | Itagüí Ditaires        | 6 | 2 | 1 | 3 | 4  | 4  | 0  | 7  |
| 4  | La Equidad             | 6 | 2 | 0 | 4 | 5  | 7  | −2 | 6  |

#### Final
| Lag 1       | Resultat | Lag 2                  | 1:a matchen | 2:a matchen | Straffar |
| ----------- | -------- | ---------------------- | ----------- | ----------- | -------- |
| Millonarios | (s) 1–1  | Independiente Medellín | 0–0         | 1–1         | 5–4      |

## Kvalificering för internationella turneringar
- Copa Libertadores 2013:
  - Vinnaren av Torneo Apertura: Santa Fe
  - Vinnaren av Torneo Finalización: Millonarios
  - Bästa icke-kvalificerade laget i den sammanlagda tabellen: Deportes Tolima
- Copa Sudamericana 2013:
  - Vinnaren av Copa Colombia 2012: Atlético Nacional
  - Bästa valbara laget i den sammanlagda tabellen: La Equidad
  - Näst bästa valbara laget i den sammanlagda tabellen: Deportivo Pasto
  - Tredje bästa valbara laget i den sammanlagda tabellen: Itagüí Ditaires

### Sammanlagd tabell
Den sammanlagda tabellen består av samtliga matcher som spelats av varje lag under året, inklusive eventuella slutspelsmatcher. Genom den sammanlagda tabellen avgörs vilka lag som kvalificerar sig till Copa Libertadores 2013 (det bästa icke-kvalificerade laget i tabellen) och till Copa Sudamericana 2013 (de näst och tredje bästa valbara lagen i tabellen). Sante Fe och Millonarios vann Torneo Apertura respektive Torneo Finalización och kvalificerade sig därmed för Copa Libertadores tillsammans med Deportes Tolima som vann den sammanlagda tabellen. La Equidad, Deportivo Pasto och Itagüí Ditaires gick vidare till Copa Sudamericana tillsammans med vinnaren av Copa Colombiana 2012, Atlético Nacional. Mästarlagen står i fetstil.
| Nr | Lag                    | S  | V  | O  | F  | GM | IM | MS  | P  |
| -- | ---------------------- | -- | -- | -- | -- | -- | -- | --- | -- |
| 1  | Deportes Tolima        | 48 | 22 | 14 | 12 | 67 | 48 | +19 | 80 |
| 2  | La Equidad             | 48 | 20 | 15 | 13 | 60 | 49 | +11 | 75 |
| 3  | Deportivo Pasto        | 50 | 19 | 17 | 14 | 62 | 53 | +9  | 74 |
| 4  | Itagüí Ditaires        | 48 | 19 | 15 | 14 | 56 | 41 | +15 | 72 |
| 5  | Santa Fe               | 44 | 18 | 16 | 10 | 59 | 48 | +11 | 70 |
| 6  | Millonarios            | 44 | 18 | 15 | 11 | 56 | 39 | +17 | 69 |
| 7  | Junior                 | 42 | 17 | 14 | 11 | 60 | 44 | +16 | 65 |
| 8  | Atlético Nacional      | 42 | 16 | 14 | 12 | 56 | 38 | +18 | 62 |
| 9  | Deportivo Cali         | 42 | 16 | 12 | 14 | 48 | 44 | +4  | 60 |
| 10 | Boyacá Chicó           | 42 | 14 | 14 | 14 | 51 | 52 | −1  | 56 |
| 11 | Independiente Medellín | 44 | 14 | 14 | 16 | 45 | 47 | −2  | 56 |
| 12 | Envigado               | 36 | 10 | 14 | 12 | 38 | 42 | −4  | 44 |
| 13 | Patriotas              | 36 | 11 | 11 | 14 | 30 | 45 | −15 | 44 |
| 14 | Atlético Huila         | 42 | 10 | 12 | 20 | 37 | 56 | −19 | 42 |
| 15 | Deportes Quindío       | 36 | 9  | 13 | 14 | 40 | 54 | −14 | 40 |
| 16 | Cúcuta Deportivo       | 36 | 9  | 8  | 19 | 34 | 57 | −23 | 35 |
| 17 | Once Caldas            | 36 | 8  | 9  | 19 | 41 | 53 | −12 | 33 |
| 18 | Real Cartagena         | 36 | 7  | 11 | 18 | 35 | 65 | −30 | 32 |

Färgkoder:
     – Kvalificerade för Copa Libertadores 2013.

     – Kvalificerade för Copa Sudamericana 2013.